# Nurettin Pascià
Nureddin Pasha, detto anche Sakallı Nurettin (Bursa, 1873 – Kadıköy, 18 febbraio 1932), è stato un militare ottomano, prese parte alla prima guerra greco-turca (1897) e alla prima guerra mondiale, fu comandante dell’esercito ottomano durante la seconda guerra greco-turca (1919-1922).

## Biografia
Nato da una famiglia di ufficiali dell'esercito ottomano, nel 1890 entra nell'Accademia militare (Mekteb-i Füsûn-u Harbiyye-i Şâhâne) di Pangaltı. Ne esce tre anni dopo con il grado di secondo tenente (Mülâzım-ı Sani) di fanteria e viene inviato al quartier generale della Prima Armata di Fanteria
Partecipa alla guerra contro la Grecia del 1897 come aiutante di campo del comandante Edhem Pascià.
L'anno seguente viene nominato aiutante di campo del Sultano Abdul Hamid II. 
Nel 1901 viene promosso maggiore (Binbaşı) e negli anni successivi combatte contro i guerriglieri macedoni
Nel dicembre 1907 viene promosso tenente colonnello (Kaymakam) e viene assegnato alla prestigiosa Terza Armata di stanza a Salonicco.
A seguito della rivoluzione dei Giovani Turchi del 1908 Nureddin Bey aderisce al Comitato Unione e Progresso e per questo verrà degradato a maggiore.
Nel settembre 1909 viene nominato governatore di Küçükçekmece e due anni dopo viene inviato a sedare delle rivolte in Yemen

## La Prima Guerra Mondiale
Allo scoppio della Prima Guerra Mondiale viene nominato governatore delle province (vilayet) di Bassora e Baghdad. In Iraq infligge importanti sconfitte alla British Indian Army nella battaglia di Ctesifonte e nel successivo assedio di Kut anche grazie all'aiuto del feldmaresciallo Colmar Freiherr von der Goltz.
Il 20 gennaio 1916 il Ministro della Guerra ottomano Enver Pasha lo nomina comandante della Terza Armata.

## L'armistizio
Dopo l'armistizio di Mudros del novembre 1918 viene nominato comandante del XVII Corpo d'Armata di stanza a Smirne ma è costretto a ritirarsi dalla città dopo lo sbarco greco. 
Nel settembre 1922 riesce a riconquistare la città guadagnandosi la stima di Kemal Atatürk.
Nel marzo 1924 viene nominato nel Consiglio militare supremo e qualche mese dopo viene eletto in parlamento dove critica alcune riforme adottate da Atatürk per modernizzare la Turchia.